# Maria Salesia Chappuis

Maria Salesia Chappuis (1793–1875)

Maria Salesia Chappuis, auch Marie de Sales Chappuis (* 16. Juni 1793 in Soyhières; † 7. Oktober 1875 in Troyes) war eine Schweizer Nonne, Schwester der Heimsuchung Mariens und Wegbereiterin zur Gründung der Oblaten des hl. Franz von Sales.

## Leben
Als siebtes von elf Kindern kam Thérèse (ihr Taufname) Chappuis im kleinen Dorf Soyhières im Schweizer Jura zur Welt. Mit 14 Jahren kam sie in das Pensionat der Schwestern der Heimsuchung Mariens nach Freiburg. Nach Beendigung der Schulzeit kehrte sie zunächst wieder zu ihren Eltern zurück, fühlte sich jedoch dazu berufen, Ordensschwester zu werden. Ihr erster Versuch dazu scheiterte jedoch am Heimweh. Erst bei ihrem zweiten Versuch blieb sie dann im Kloster. Am 4. Juni 1815 fand ihre Einkleidung statt. Sie erhält dabei ihren Ordensnamen Maria Salesia nach dem Gründer ihrer Ordensgemeinschaft, dem hl. Franz von Sales. Dieser Heilige wird fortan ihr Leben bestimmen. In ihrem ersten Jahr im Kloster vertieft sie sich in die Lehre und Spiritualität des Ordensgründers und der Gründerin Johanna Franziska von Chantal. Sie erlebt aussergewöhnliche Visionen, in denen ihr Gott zu verstehen gibt, dass ihr „Werk“, ihre Aufgabe darin besteht, eine Ordensgemeinschaft von Männern zu gründen, wie es Franz von Sales vorhatte, zu deren Verwirklichung es jedoch auf Grund seines frühen Todes im Alter von 55 Jahren nicht mehr gekommen ist. Am 9. Juni 1816 versprach sie in ihrer Ordensprofess ein Leben unter den drei Gelübden Armut, Ehelosigkeit und Gehorsam gemäss den Ordensregeln der Schwestern von der Heimsuchung Mariens. Kurz darauf wurde sie dazu beauftragt, das Kloster von Metz, das während der Französischen Revolution geschlossen worden war, wieder zu errichten. 1819 kehrt sie wieder in ihr Mutterkloster in Fribourg zurück. Im Alter von 33 Jahren, am 1. Juni 1826, wird sie dann zur Oberin des Heimsuchungsklosters in Troyes gewählt, um das dortige Kloster innerlich und äusserlich zu erneuern. 1838 wird sie in die Heimsuchung nach Paris geholt, um auch dort als Oberin segensreich zu wirken. Bei ihrer Rückkehr von Paris nach Troyes 1844 findet sie Louis Brisson als Spiritual des Klosters vor. In ihm sieht sie den Gründer des Männerordens im Geist des hl. Franz von Sales, zu deren Verwirklichung sie sich berufen fühlt. Es dauerte allerdings bis zum Jahre 1872, bis Louis Brisson tatsächlich die Ordensgemeinschaft der Oblaten des hl. Franz von Sales gründete. 1875 wird die Ordensgemeinschaft von Papst Pius IX. kirchlich anerkannt. Für Maria Salesia Chappuis war damit ihr Lebensauftrag erfüllt. Kurz darauf, am 7. Oktober 1875, starb sie im Alter von 82 Jahren. Am 9. Oktober 1875 wird sie feierlich im Friedhof des Heimsuchungsklosters in Troyes bestattet. Gleich nach ihrem Tod begann man, sich um ihre Seligsprechung zu bemühen. Offiziell eröffnet wurde der Prozess in Rom im Februar 1898. Im Zuge dieses Prozesses wurde am 17. Mai 1901 ihr Sarg geöffnet. Dabei stellte man fest, dass sich über ihrem Leichnam eine dicke Lage weissen Schimmels gelegt hatte. Dieser entstand offenbar deshalb, weil es bei ihrer Beerdigung regnete und der Sarg erst am Grab verschlossen wurde. Nach dem Entfernen des Schimmels stellte man fest, dass der Leichnam fast völlig unversehrt war. Nur die Nase war nach innen gesackt und die Pupillen waren verwest. Heute ruhen die Gebeine von Maria Salesia Chappuis in einer eigenen Kapelle im Heimsuchungskloster von Troyes.

## Bildergalerie
- Bildergalerie zu Maria Salesia Chappuis